# Heart Parade
Pour plus de détails, voir Fiche technique et Distribution.
Heart Parade (Parada serc) est un film polonais, sorti en 2022.

## Fiche technique
- Titre : Heart Parade
- Titre original : Parada serc
- Réalisation : Filip Zylber
- Scénario : Wiktor Piatkowski, Natalia Matuszek et Marianna Pochron
- Photographie : Malte Rosenfeld
- Musique : Pawel Lucewicz
- Pays d'origine : Pologne
- Genre : comédie romantique
- Date de sortie : 2022

## Distribution
- Anna Próchniak (VF : Audrey Sablé) : Magda
- Michal Czernecki (VF : Olivier Chauvel) : Krzysztof
- Iwo Rajski (VF : Charlotte Hennequin) : Karol
- Piotr Rogucki (VF : Matthieu Albertini) : Wiktor
- Monika Krzywkowska (VF : Anne Mathot) : Zula
- Katarzyna Zielinska : Irenka
- Leszek Piskorz (VF : Philippe Ariotti) : le professeur
- Adam Szyszkowski : le chauffeur de taxi
- Agnieszka Mandat : la vieille femme

 Source et légende : version française (VF) sur RS Doublage